# Vrazia
Vrazia is een geslacht van uitgestorven weekdieren uit de klasse van de Gastropoda (slakken).

## Soort
- Vrazia acme Brusina, 1897 †